# Систолічний шум
Систолі́чний шум (англ. systolic heart murmur) — звукове явище, яке виявляють під час аускультації серця у його систолі. Шум — це серія вібрацій різної тривалості, які можна чути за допомогою стетоскопа чи фонендоскопа на грудній стінці, куди вони долинають із серця та великих судин. Такий шум починаються під час або після першого тону серця (S1) і закінчується до або під час другого тону серця (S2) (heart sounds). Буває функціональним або патологічним, тоді він є симптомом деяких серцевих хвороб або вад. Цей шум виникає найчастіше за все при стенозі півмісяцевих клапанів або регургітації атріовентрикулярних клапанів.
Аускультація серця і магістральних судин (аорта, легенева артерія) проводиться у чотирьох основних точках:
1. у лівому міжребер'ї медіальніше від верхівки серця (по серединно-ключичній лінії) — точка аускультації мітрального клапана;
2. у IV—V правому міжребер'ї поблизу груднини — точка аускультації трикуспідального клапана;
3. у II лівому міжребер'ї поблизу груднини — точка вислуховування клапана легеневої артерії;
4. у II правому міжребер'ї близько до груднини — точка вислуховування аортального клапана.

Аускультація серця і магістральних судин повинна проводитися в теплому тихому приміщенні на оголеній грудній клітці хворого. Його слід обстежити в положеннях лежачи, сидячи та на лівому боці. Основними областями аускультації є ділянка аорти (друге та третє міжребер'я по лівому боці груднини), трикуспідальна ділянка (четверте міжребер'я на лівій межі груднини) та мітральна ділянка (верхівка серця). Рекомендується починати аускультацію з верхівки серця, потім продовжувати вздовж лівого краю груднини від трикуспідальної області до легеневої області й, зрештою, до аортальної області. Лікар також повинен аускультувати праву парастернальну область, праву та ліву основу шиї, праву та ліву сонні артерії, ліву пахвову западину та міжлопаткову ділянку. Це області, до яких можуть поширюватися систолічні серцеві шуми або з яких можуть виходити екстракардіальні звуки, які імітують систолічні серцеві шуми. Перш ніж спробувати виявити та охарактеризувати систолічний шум, лікар повинен почути перший і другий тони серця, щоб точно визначити систолу.

Аускультограма тонів серця та шумів

## Типи систолічних шумів
- Протосистолічні (на початку систоли) шуми починаються одночасно з І серцевим тоном, закінчуються в середині систоли. Виникають внаслідок недостатності тристулкового клапана за відсутності легеневої гіпертензії чи мітральної недостатності. Інколи може носити фізіологічний характер у молодих людей.
- Мезосистолічні (в середині систоли, шуми викиду) шуми зумовлені кровотоком через півмісячні клапани. Вони відбуваються на початку викиду крові, який починається після S1, і закінчується припиненням кровотоку перед S2. Таким чином, початок мезосистолічного шуму викиду відділений від S1 фазою ізоволемічного скорочення. Припинення шуму та інтервал S2 є часом аортального або легеневого зависання. Причини мезосистолічного шуму викиду включають збільшення кровотоку через нормальні півмісячні клапани, розширення кореня аорти або легеневого стовбура або ж структурні зміни півмісячних клапанів без обструкції.
- Телесистолічні (під кінець систоли) шуми виникають внаслідок ішемії чи інфаркту папілярних м'язів (papillary muscle[en]) мітрального клапана, чи через його дисфункцію, яка обумовлена дилатацією лівого шлуночка. Починають вислуховуватися наприкінці систоли і не чутні вже безпосередньо перед ІІ тоном серця. Шуми зазвичай гучні, мають високу частоту, чутні на верхівці серця. Якщо аускультується ще й мезосистолічний клік, то найчастіше причиною є пролапс мітрального клапана.
- Пансистолічні (голосистолічні) шуми виникають через недостатність мітрального чи тристулкового клапанів внаслідок ретроградного потоку крові зі шлуночка до передсердя та через дефект міжшлуночкової перетинки, коли йде потік крові з лівого в правий шлуночок. Аускультуються протягом усієї систоли, коли немає перерви між І тоном і шумом.

## Звучність
Звучність шумів оцінюється за шкалою Лівайна:
- 1/6 — найтихіший, який людина здатна вислухати, у перші кілька секунд не аускультується;
- 2/6 — тихий, який чутно одразу при прикладанні фонендоскопу;
- 3/6 — середньої гучності, добре чутний, звучність його нагадує шуми легень;
- 4/6 — голосний, з пальпаторним значним тремтінням;
- 5/6 — як 4/6, але вислуховується за допомогою фонендоскопу, який ледь-ледь прикладають до шкіри грудної клітки;
- 6/6 — який чутно через фонендоскоп на певній відстані від грудної клітки.

## Аускультативна характеристика систолічних шумів різної причини
При вислуховуванні систолічного шуму в точці аускультації аортального клапана йде іррадіація у сонні артерії. Раптове присідання навпочіпки, пасивний підйом ніг, подовжений інтервал RR, шлуночкові екстрасистоли посилюють його гучність. Проба Вальсальви (II фаза, під час видиху), стискання долоні, вертикальна позиція пацієнта знижують його гучність. Причиною є стеноз клапана аорти.
При аускультації шуму над верхівкою серця він іррадіює в пахвову ділянку. Раптове присідання навпочіпки, стискання долоні посилюють його гучність, тоді як вертикальна позиція знижує. Причиною є недостатність мітрального клапана.
Якщо систолічний шум вислуховується між IV і VI міжребер'ям по лівому боці груднини, то він може іррадіювати вздовж діафрагми вправо, посилюватися при стискання долоні, раптовому присіданні навпочіпки. Виникає внаслідок дефекту міжшлуночкової перетинки.
Систолічний шум, який вислуховується між верхівкою серця та лівим краєм груднини, іррадіює широкою смугою на основу серця, у пахвову ділянку і в нижню частину груднини, проте не на соннi артерії. Його посилює вертикальна позиція хворого, проба Вальсальви (II фаза), фізичне навантаження, шлуночкові екстрасистоли, тоді як стискання долоні, раптове присідання навпочіпки знижує його гучність. Виникає через гіпертрофічну кардіоміопатію за обструкції вихідного тракту лівого шлуночка.

## Систоло-діастолічні шуми
Іноді виникають змішані систоло-діастолічні (безперервні) шуми внаслідок шунтування крові під високим чи низьким тиском через патологічні артеріо-артеріальні чи артеріовенозні сполучення. Аускультуються без перерви між систолою і діастолою. Розпочинаються вони під час систоли і зберігаються впродовж усієї діастоли чи її частини.